# Hebrejski jezik
Hebrejski jezik (heb. עברית; ISO 639-3: heb) semitski je jezik afro-azijske skupine jezika koji materinski govori 5 300 000 ljudi, uglavnom u Izraelu, dijelovima palestinskih područja, SAD-u i u židovskim zajednicama širom svijeta.
Korijen mu dolazi od klasičnog hebrejskog jezika, koji je korišten pri pisanju Starog zavjeta prije više od 3300 godina. Židovi su za njega koristili izraz לשון הקודש Lašon ha-kodeš ("Sveti jezik"), jer su njime pisane knjige koje se smatraju svetima.
Većina znanstvenika se slaže da je nakon prvog uništenja Jeruzalema koje je zapovjedio babilonski kralj Nabukodonozor II. godine 607. pr. Kr. klasični hebrejski počeo nestajati u korist mišnajskog hebrejskog i lokalnih inačica aramejskog jezika.
Nakon što se židovsko stanovništvo Judeje pod rimskom okupacijom počelo smanjivati, smatra se da je hebrejski u potpunosti iščeznuo iz svakodnevnog govora oko 200. godine. No, ostao je u upotrebi kao pisani jezikom kroz vjekove. Njime su se pisali ne samo vjerski, nego i svjetovni tekstovi kao što su pisma, poslovni ugovori, znanstveni i filozofski spisi, poezija itd.
Hebrejski je ponovno ušao u svakodnevni govor krajem 19. i početkom 20. stoljeća kao moderni hebrejski jezik, a definirao ga je bjeloruski Židov Eliezer Ben Jehuda. To je bila posljedica nastojanja Židova da se profiliraju kao moderna nacija, što nije bilo lako postići uz cijeli niz jezika - arapski, judezmo (ladino), jidiš, ruski i drugi jezici kojima su se koristile različite židovske zajednice u svijetu.
Suvremeni hebrejski je godine 1921. postao službenim jezikom u britanskom mandatu Palestine, a nakon toga i službeni jezik Države Izrael. Hebrejsko ime za jezik je עברית, ili Ivrit (IPA: /ivʲrit/).

## Vanjske poveznice
- Ethnologue (14th)
- Ethnologue (15th)